# Anna Seghers-Preis
Der Anna Seghers-Preis ist ein internationaler Literaturpreis, den die Anna Seghers-Stiftung jährlich vergibt. Der Preis geht auf die deutsche Schriftstellerin Anna Seghers zurück, die in ihrem Testament verfügt hat, dass mit den Einkünften aus ihrem Werk Nachwuchsautoren gefördert werden sollen. Bis 2012 war die Auszeichnung mit 15.000 Euro dotiert, die zu gleichen Teilen jeweils an einen Autor aus dem deutschsprachigen sowie aus dem lateinamerikanischen Raum vergeben wurden. 2013 und 2014 konnte der Preis nicht verliehen werden. Seit 2015 war er mit jeweils 8.000 Euro dotiert; seit 2020 beträgt die Dotierung jeweils 12.500 Euro. Der Preis widmet sich laut Satzung der Anna Seghers-Stiftung der „Förderung noch wenig bekannter Nachwuchsautoren aus deutschsprachigen und lateinamerikanischen Ländern“.
Der Preis wird seit 1986 vergeben, anfangs als Anna-Seghers-Stipendium bis  1993 durch die Akademie der Künste der DDR, 1994 durch die Akademie der Künste (Berlin), danach durch die Anna Seghers-Stiftung.
Um den Anna Seghers-Preis kann man sich nicht bewerben. Die Auswahl der Preisträger übernehmen im jährlichen Wechsel von der Stiftung beauftragte Persönlichkeiten aus dem literarischen Leben.

## Preisträger
| Jahr | Deutschsprachige Preisträger                          | Lateinamerikanische Preisträger    |
| ---- | ----------------------------------------------------- | ---------------------------------- |
| 1986 | Ingeborg Arlt                                         | Omar Saavedra Santis               |
| 1987 | Kerstin Hensel                                        | Ramón Díaz Eterovic Gioconda Belli |
| 1988 | Kathrin Schmidt Jens Sparschuh                        | –                                  |
| 1989 | Annett Gröschner Jörg Kowalski                        | –                                  |
| 1990 | Reinhard Jirgl Johannes Jansen Sonja Voß-Scharfenberg | Arturo Arias Daína Chaviano        |
| 1991 | –                                                     | Haus für Straßenkinder (Recife)    |
| 1992 | Ines Eck                                              | –                                  |
| 1993 | Alois Hotschnig                                       | –                                  |
| 1994 | –                                                     | João Ubaldo Ribeiro                |
| 1995 | Marion Titze                                          | –                                  |
| 1996 | Michael Kleeberg                                      | Miguel Vitagliano                  |
| 1997 | Ulrich Peltzer                                        | Carmen Boullosa                    |
| 1998 | Róža Domašcyna                                        | David Mitrani Arenal               |
| 1999 | Stefanie Menzinger                                    | Hermann Bellinghausen              |
| 2000 | Melanie Gieschen                                      | Alonso Cueto                       |
| 2001 | Carsten Probst                                        | Ana Teresa Torres                  |
| 2002 | Lutz Seiler                                           | Rafael Gumucio                     |
| 2003 | Catalin Dorian Florescu                               | –                                  |
| 2002 | Jan Wagner                                            | Claudia Hernández                  |
| 2005 | Ulf Stolterfoht                                       | Cristina Rivera Garza              |
| 2006 | Nico Bleutge                                          | Pedro Lemebel                      |
| 2007 | Katja Oskamp                                          | Fabián Casas                       |
| 2008 | Lukas Bärfuss                                         | Alejandra Costamagna               |
| 2009 | Daniela Dröscher                                      | Guadalupe Nettel                   |
| 2010 | Andreas Schäfer                                       | Félix Bruzzone                     |
| 2011 | Sabrina Janesch                                       | Lina Meruane                       |
| 2012 | Olga Grjasnowa                                        | Wilmer Urrelo Zaráte               |
| 2013 | nicht vergeben                                        | nicht vergeben                     |
| 2014 | nicht vergeben                                        | nicht vergeben                     |
| 2015 | Nino Haratischwili                                    | –                                  |
| 2016 | –                                                     | Yuri Herrera                       |
| 2017 | Maren Kames                                           | –                                  |
| 2018 | Manja Präkels                                         | Julián Fuks                        |
| 2019 | Joshua Groß                                           | Fernanda Melchor                   |
| 2020 | Ivna Žic                                              | Hernán Ronsino                     |
| 2021 | Francis Nenik                                         | Magela Baudoin                     |
| 2022 | Yael Inokai                                           | Alia Trabucco Zerán                |
| 2023 | Bonn Park                                             | Makenzy Orcel                      |
| 2024 | Johannes Herwig                                       | Carlos Fonseca Suárez              |